# Premijer košarkaška liga 2020./21.
Premijer liga košarkaša 2020./21. (iz sponzorskih razloga poznata pod nazivom Hrvatski Telekom Premijer liga ili skraćeno HT Premijer liga) je 30. sezona najvišeg razreda natjecanja u hrvatskoj košarci. To je prva sezona koja je započeta nakon pandemije koronavirusa, koja je rezultirala prekidom prošle sezone nakon 21 odigranog kola. Sezona je započela u petak 18. rujna 2020. godine utakmicom između Gorice i Splita. 
 
Prvak je postala momčad "Zadra". 

## Sustav natjecanja
Natjecanje se sastoji od 2 dijela: 
- 1. dio natjecanja je ligaški dio u kojem 12 klubova igra trokružnu ligu (33 kola). Nakon završetka ligaškog dijela osam najuspješnijih momčadi se plasira u doigravanje, dok posljednji sastav ispada u Prvu mušku košarkašku ligu, a pretposljednji sastav ide u kvalifikacije za ostanak protiv poraženog finalista doigravanja Prve muške košarkaške lige
- 2. dio natjecanja je doigravanje u kojem sudjeluje prvih osam klubova iz ligaškog dijela, igra se kup sustavom i to četvrtzavršnica i poluzavršnica na dvije pobjede, a završnica na tri pobjede. Doigravanjem se dobiva prvak lige, a poredak ostalih klubova se određuje prema plasmanu iz ligaškog dijela.

## Sudionici
- Adria Oil Škrljevo - Škrljevo, Bakar
- Alkar - Sinj
- Cibona - Zagreb
- Furnir - Zagreb
- Gorica - Velika Gorica
- Hermes Analitica - Zagreb
- Split - Split
- Sonik Puntamika - Zadar
- Šibenka -  Šibenik
- Vrijednosnice Osijek -  Osijek
- Zabok - Zabok
- Zadar - Zadar

## Ligaški dio

### Ljestvica
| mj  | klub                 | ut | pob | por | koš+ | koš- | KR   | bod |               |
| --- | -------------------- | -- | --- | --- | ---- | ---- | ---- | --- | ------------- |
| 1.  | Zadar                | 33 | 29  | 4   | 2840 | 2313 | +527 | 62  | doigravanje   |
| 2.  | Split                | 33 | 26  | 7   | 2951 | 2554 | +397 | 59  | doigravanje   |
| 3.  | Cibona               | 33 | 26  | 7   | 2975 | 2424 | +551 | 59  | doigravanje   |
| 4.  | Gorica               | 33 | 24  | 9   | 2894 | 2522 | +372 | 57  | doigravanje   |
| 5.  | Sonik Puntamika      | 33 | 18  | 15  | 2635 | 2774 | -139 | 51  | doigravanje   |
| 6.  | Adria Oil Škrljevo   | 33 | 18  | 15  | 2653 | 2712 | -59  | 51  | doigravanje   |
| 7.  | Zabok                | 33 | 15  | 18  | 2562 | 2663 | -101 | 48  | doigravanje   |
| 8.  | Šibenka              | 33 | 13  | 20  | 2795 | 2949 | -154 | 46  | doigravanje   |
| 9.  | Vrijednosnice Osijek | 33 | 10  | 23  | 2708 | 2899 | -191 | 43  |               |
| 10. | Alkar                | 33 | 9   | 24  | 2602 | 2794 | -192 | 42  |               |
| 11. | Furnir               | 33 | 7   | 26  | 2658 | 3004 | -346 | 40  | kvalifikacije |
| 12. | Hermes Analitica     | 33 | 3   | 30  | 2561 | 3226 | -665 | 36  | Prva liga     |

## Doigravanje
Igrano od 7. svibnja do 5. lipnja 2021. godine. 

     - domaća utakmica za klub1 

     - gostujuća utakmica za klub1

| klub1           | pob-por         | klub2              | ut.1            | ut.2            | ut.3            | ut.4            | ut.5            |
| četvrtzavršnica | četvrtzavršnica | četvrtzavršnica    | četvrtzavršnica | četvrtzavršnica | četvrtzavršnica | četvrtzavršnica | četvrtzavršnica |
| --------------- | --------------- | ------------------ | --------------- | --------------- | --------------- | --------------- | --------------- |
| Zadar           | 2-0             | Šibenka            | 93:75           | 86:65           | -               |                 |                 |
| Zabok           | 0-2             | Split              | 51:91           | 62:66           | -               |                 |                 |
| Cibona          | 2-0             | Adria Oil Škrljevo | 92:80           | 87:71           | -               |                 |                 |
| Gorica          | 2-0             | Sonik Puntamika    | 89:83           | 56:54           | -               |                 |                 |
|                 |                 |                    |                 |                 |                 |                 |                 |
| poluzavršnica   |                 |                    |                 |                 |                 |                 |                 |
| Zadar           | 2-1             | Gorica             | 89:73           | 76:79           | 85:68           |                 |                 |
| Split           | 2-0             | Cibona             | 95:80           | 93:71           | -               |                 |                 |
|                 |                 |                    |                 |                 |                 |                 |                 |
| završnica       |                 |                    |                 |                 |                 |                 |                 |
| Zadar           | 3-2             | Split              | 81:53           | 73:58           | 75:83 p         | 68:81           | 84:57           |

## Kvalifikacije za Premijer ligu
Igrano 12. i 15. svibnja 2021. godine. Igrali 11.-plasirani klub Premijer lige i doprvak Prve lige, na ukupnu koš-razliku.  

     - domaća utakmica za klub1 

     - gostujuća utakmica za klub1

| klub1         | koševi  | klub2         | ut.1  | ut.2  |
| ------------- | ------- | ------------- | ----- | ----- |
| Dinamo Zagreb | 156:163 | Furnir Zagreb | 84:87 | 72:76 |

"Furnir" iz Zagreba ostvario ostanak u Premijer ligi. 
 Izvori: 

## Vanjske poveznice
- hks-cbf.hr
- hks-cbf.hr, stranica lige
- hks-cbf.hr/natjecanja/ht-premijer-liga
- (engl.) eurobasket.com, Premijer liga
- ksz-zagreb.hr, HT Premijer liga
- crosarka.com/premijer-liga
- basketball.hr
- eurobasket.com, Premijer Liga